# Kapecz Zsuzsa
Kapecz Zsuzsa (Budapest, 1956. november 19.) magyar író, költő, forgatókönyvíró, kritikus.

## Életpályája
Szülei: Kapecz János és Gömöri Etelka. 1975 és 1981 között az Eötvös Loránd Tudományegyetem Jogtudományi Karán, 1979-től 1981-ig a Mafilm forgatókönyvíró-iskolájában tanult. 1982 és 1992 között a Budapest Filmstúdióban dolgozott dramaturgként. 1992 óta szabadfoglalkozású.

## Színházi munkái
A Színházi Adattárban regisztrált bemutatóinak száma: 9.
- Hoffmann: Diótörő (1984, 1991, 2001–2002)
- Kapecz–Pataki: Tündér a padláson (1984–1985, 1993)
- Kapecz–Pataki: Vedd könnyen, szivi! (2002)

## Művei

### Színdarabok
- Diótörő (Gothár Péterrel, 1984)
- Aladdin (1999)
- Vedd könnyen, szivi! (Pataki Évával, 2002)

### Könyvek
- Tükrös (versek, 1981)
- Tükörírás (regény, 1994)
- Az angyalok már a városban vannak (novellák, 1998)
- Csudajó, gyönyörű az élet. Schön Zsófi önéletírásából, Magyar Könyvklub, Bp., 2000
- Mutus Liber. Néma könyv (regény, 2006)
- Pillantás a tengerre. Rainer Maria Rilke és Paul Gauguin emlékére (2007)
- Lőrincz László: Város a koponyámba zárva (szerkesztette, 2008)
- A magyar irodalom évkönyve (szerkesztette, 2008–2009)
- Vaja, Mexico – Vaja László festőművész albumának szerkesztése (2011)

## Filmjei
- Eszmélet (1989)
- Millenniumi mesék (2001)
- Marslakók (2012)

## Díjai
- Móricz Zsigmond-ösztöndíj (1980, 1986)
- MRT nívódíj (1981)
- a Móra Kiadó nívódíja (1981)
- Nagy Lajos-díj (1985)
- Holmi-díj (1991, 1997)
- Örkény-ösztöndíj (1993)
- a kiadók könyvheti díja (1994)
- Pro Helvetia ösztöndíj (1996)
- NKA-ösztöndíj (2007)
- Bertha Bulcsu-emlékdíj (2008)